# Libertad del Sur (1827)
La Libertad del Sur fue un navío corsario al servicio de la Armada Argentina durante la guerra con el Imperio del Brasil.

## Historia
El corsario Libertad del Sur fue capturado en enero de 1827 por el bergantín Pirajá y rebautizada como Liberdade do Sul. Al mando del teniente 2° João Francisco Régis sirvió en la Segunda División (División "Bloqueo") de la armada del Imperio del Brasil que bloqueaba el puerto de Buenos Aires.
Posteriormente, al mando del teniente 1° Augusto Venceslau da Silva Lisboa, fue asignado a la Tercera División que comandada por Jacinto Roque de Sena Pereira debía operar sobre el Río Uruguay.

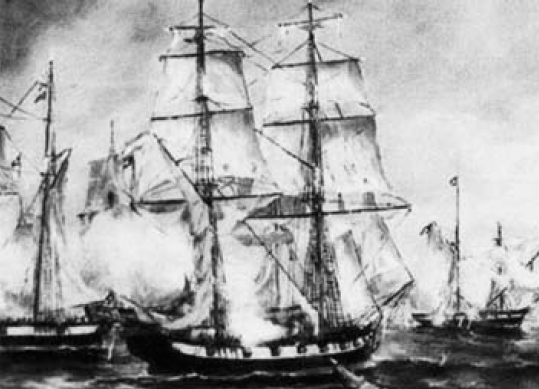
Batalla de Juncal.

En la Batalla de Juncal librada los días 8 y 9 de febrero de 1827 la escuadra argentina al mando de Guillermo Brown destruyó a la Tercera División imperial.
De la Tercera División sólo quedaban en operación huyendo al norte aguas arriba del Uruguay, las goletas Liberdade do Sul, 12 de Outubro, Itapoã, 7 de Março, 9 de Janeiro y 7 de septiembre, las cañoneras Cananéia y Paranaguá, un lanchón de 12 remos y dos lanchas más pequeñas. Había tomado el mando el teniente Germano de Souza Aranha, comandante de la goleta Itapoã. En la retirada, las Liberdade do Sul, Itapoã y 7 de Março, dañadas por el combate, fueron encalladas en un paraje llamado San Salvador e incendiadas. 
El resto de los buques fue capturado en Gualeguaychú, Provincia de Entre Ríos.